# Lago da Pedra
Lago da Pedra é um município brasileiro do estado do Maranhão. Segundo o censo populacional do IBGE de 2022, o município possui 44.403 habitantes. 
Segundo a hierarquia urbana do Brasil 2018 (IBGE), o município é classificado como Centro de Zona A, pela influência que exerce sobre cidades e áreas de municípios vizinhos.
Desde a década de 2000, a cidade experimenta um grande crescimento populacional. A economia local diversificou-se, abrindo novas oportunidades para investimentos em diversos ramos, tendo sido registrado os maiores crescimentos a construção civil e o comércio.  Este último com destaque para as lojas destinadas ao setor agropecuário, de vestuário, materiais de construção e bens de consumo em geral.

## História
O início da história de Lago da Pedra dá-se pelo ano de 1929, com a chegada dos primeiros moradores: Rosendo Rodrigues, seguido de Cândido Adão Sales de Oliveira, Joaquim Bastos, José Gago, João Melquíades e Luciano Rodrigues. O nome da cidade foi autoria do primeiro morador do lugar, Rosendo Rodrigues.
Esses lavradores procuravam animais para subsistência e áreas que pudessem usar para lavoura, o que os levou a encontrar a região, que possuía na sua paisagem geográfica um grande lago, em cujas margens havia um fragmento rochoso (pedra de amolar), fato que foi capaz de prender a atenção dos então moradores.
Em 1931 intensificou-se a chegada de outros habitantes, que construíram as primeiras casas. A principal atividade era a agricultura de subsistência, propiciada pelo clima e por possuir um ótimo solo.
O distrito que hoje corresponde ao município foi criado com a denominação de Jejuí, pela lei estadual nº 269, de 31 de dezembro de 1948, estando subordinado ao município de Vitória do Mearim (ex-Baixo do Mearim), situação reforçada pela divisão territorial datada de 1º de julho de 1950.
Elevado à categoria de município com a denominação de Lago da Pedra, pela lei estadual nº 776, de 2 de outubro de 1952, acaba por ser desmembrado de Vitória do Mearim e Bacabal, constituindo-se como sede do ex-distrito de Lago de Pedra (ex-Jejuí) em 1º de janeiro de 1953. Em divisão territorial datada ainda de 1º de julho de 1960, o município é constituído do distrito sede, enquanto Jejuí se transfigura com um distante povoado do recém-criado município, assim permanecendo em divisão territorial datada até os dias atuais.
Após a emancipação, foi nomeado para administrador provisoriamente Antonio da Silva Coelho, que governou por dois anos, sendo depois substituído por Antônio Bandeira Lima, que governou por um ano.

## Geografia
A área do município de Lago da Pedra é de 1.240,444 quilômetros quadrados, o que o coloca na posição 81 dentre as 217 cidades do Maranhão.
| Área da unidade territorial [2024] | 1.240,444 km²                                            |
| Hierarquia urbana [2018]           | Centro de Zona A                                         |
| Região de Influência [2018]        | Arranjo Populacional de São Luís/MA - Capital Regional A |
| Região intermediária [2024]        | Santa Inês - Bacabal                                     |
| Região imediata [2024]             | Bacabal                                                  |
| Mesorregião [2022]                 | Oeste Maranhense                                         |
| Microrregião [2022]                | Pindaré                                                  |

Fonte: IBGE
| Bioma predominante [2024]             | Cerrado      |
| Área urbanizada [2019]                | 8,92 km²     |
| Esgotamento sanitário adequado [2010] | 16,9 %       |
| Arborização de vias públicas [2010]   | 88,6 %       |
| Urbanização de vias públicas [2010]   | 15 %         |
| População exposta ao risco [2010]     | 926 pessoas  |
| Sistema Costeiro-Marinho [2019]       | Não pertence |

Fonte: IBGE

Educação
| Taxa de escolarização de 6 a 14 anos de idade [2010]             | 97,7 %           |
| IDEB – Anos iniciais do ensino fundamental (Rede pública) [2023] | 4,9              |
| IDEB – Anos finais do ensino fundamental (Rede pública) [2023]   | 4,5              |
| Matrículas no ensino fundamental [2023]                          | 6.965 matrículas |
| Matrículas no ensino médio [2023]                                | 2.073 matrículas |
| Docentes no ensino fundamental [2023]                            | 597 docentes     |
| Docentes no ensino médio [2023]                                  | 112 docentes     |
| Número de estabelecimentos de ensino fundamental [2023]          | 55 escolas       |
| Número de estabelecimentos de ensino médio [2023]                | 7 escolas        |

Fonte: IBGE
Economia
| PIB per capita [2021]                                                                           | 10.802,34 R$      |
| Índice de Desenvolvimento Humano Municipal (IDHM) [2010]                                        | 0,589             |
| Total de receitas brutas realizadas [2023]                                                      | 186.323.554,90 R$ |
| Transferências correntes (Percentual em relação às receitas correntes brutas realizadas) [2023] | 94,64 %           |
| Total de despesas brutas empenhadas [2023]                                                      | 201.010.571,70 R$ |

Fonte: IBGE
| Salário médio mensal dos trabalhadores formais [2022]                                             | 2,0 salários mínimos |
| Pessoal ocupado [2022]                                                                            | 3.766 pessoas        |
| População ocupada [2022]                                                                          | 8,48 %               |
| Percentual da população com rendimento nominal mensal per capita de até 1/2 salário mínimo [2010] | 50,9 %               |

Fonte: IBGE

### População
Embora o município tenha adquirido, em seus primórdios, uma consistência administrativa graças a sua crescente população, atualmente não mais se nota o feito. Isto é, a população vem decrescendo continuamente, conforme ilustra o gráfico a seguir.
Evolução demográfica da cidade de Lago da Pedra.
| População no último censo [2022] | 44.403 pessoas                          |
| População estimada [2024]        | 45.875 pessoas                          |
| Densidade demográfica [2022]     | 35,80 habitante por quilômetro quadrado |

Fonte: IBGE

## Bairros
Em 2015 a cidade contava com 15 bairros. Sendo eles:
- Cajueiro
- Centro
- Jaguar
- Macaúba
- Marajá
- Planalto
- Rodoviário
- Serra Dourada
- Vieira Neto
- Vila da Paz
- Vila Mangueira
- Vila Osmani
- Vila Rocha
- Vila Santa
- Waldir Filho

## Zona rural
A zona rural é responsável por grande parte do PIB de Lago da Pedra. A agricultura e pecuária correspondem por parcela significativa da economia lagopedrense. As lojas de produtos voltados à agropecuária são várias e o número só cresce à medida que o município cresce.
Os principais povoados são:
1. Três Lagos
2. Santa Teresa
3. Alto Alegre
4. Sindor I
5. Lagoa Seca
6. Centro da Pedreira
7. Lago da Cutia
8. Lago do Arroz
9. Umbaca
10. Unha de Gato